# 鈴木建夫
鈴木 建夫（すずき たけお）は、日本のゲームリードアーティスト、テクニカルアーティスト。神奈川大学工学部卒業後、WEB制作の仕事を経て、スクウェア・エニックスに入社。ゲーム中におけるアニメーション処理のスペシャリスト。

## 来歴
- 1997年神奈川大学工学部機械工学科卒業
- Web業界でのデザイン業務
- 1998年スクウェア（現スクウェア・エニックス）に入社
- アニメーターとして、クロノクロス、劇空間プロ野球、バウンサー、Final Fantasy X、 Final Fantasy XII にてアニメーション全般ディレクション担当
- Final Fantasy XIV 新生エオルゼア
- 開発部 リードデザイナー

## 人物

### エピソード
- 元々はアニメーターとしてスクウェアに入社しFF10あたりまではアニメーターとしてキャラやモンスターのモーション（動き）をつけた。
- その後モーションをつけるためのツール開発、TA（テクニカルアーティスト）になった。
- ツール開発をしている中で様々なチームから声がかかるため、半分くらいのタイトルは”スペシャルサンクス”でのクレジットとなっている。
- FINAL FANTASY XIV では、プレイヤーのアニメーションが２万４千モーションもの大量に発注されたが、リードアニメーターとTA（テクニカルアーティスト）が分担し制作した。その際の、問題点などを鈴木建夫はCEDEC業界研究フェアで以下の項目に分けて学術的に整理して発表している。
  - ワークフローの紹介
  - 旧スタイルのフロー紹介
  - ツール製作
  - アニメーション製作バッチ処理の詳細
  - その他に有効だったバッチ処理
  - テクニカルアーティストの関与すべき分野
- 4gamer:[CEDEC 2010] 「FINAL FANTASY XIV」の2万4000ものモーションは，どのように作られたのか。そのワークフローに迫るの講演において、モーション作成に携わるスタッフが以下の3グループに分けられると話している。[1]
  - 技術開発部内のTA（テクニカルアーティスト）チーム：FFXIVに限らず汎用的に使えるツール/プラグインを提供
  - FFXIVプロジェクト内のプログラムセクション：実機側のツール作成
  - モーションセクション内のツール班：TAチームではカバーしきれないFFXIV固有の作業に関して効率化を追求
- FFXIV開発では「すーさん」「たけお」と呼ばれている。鈴木姓が多く「すーさん」とは「鈴木の3番目」の意味との事。

## 業績・作品リスト
- クロノクロス（アニメーター、キャラクター・モーションデザイン）
- 劇空間プロ野球（アニメーター）
- バウンサー（アニメーター）
- Final Fantasy X （アニメーター、モーションセクション、バトルモーションデザイン）
- Final Fantasy XII にてアニメーション全般ディレクション担当
- Final Fantasy XIV 新生エオルゼア
- キングダムハーツ
- キングダムハーツ2
- FRONT MISSION5 Scars of the War
- ドラゴンクエストX 目覚めし五つの種族 オンライン